# Universalitätsprinzip
Das Universalitätsprinzip ist ein allgemeiner Grundsatz im Völkerrecht, nach dem ein Staat innerstaatliche Rechtsfolgen für Tatbestände anordnen kann, die von Ausländern im Ausland erfüllt wurden.
- zum Universalitätsprinzip im Strafrecht siehe: Weltrechtsprinzip
- zum Universalitätsprinzip im Steuerrecht siehe: Welteinkommensprinzip